# Susumu Watanabe
Susumu Watanabe (jap. 渡邉 晋 Watanabe Susumu; ur. 10 października 1973) – japoński piłkarz występujący na pozycji obrońcy.

## Kariera piłkarska
Od 1996 do 2004 roku występował w klubach Consadole Sapporo, Ventforet Kofu i Vegalta Sendai.

## Kariera trenerska
Po zakończeniu piłkarskiej kariery pracował jako trener w Vegalta Sendai.